# Durham

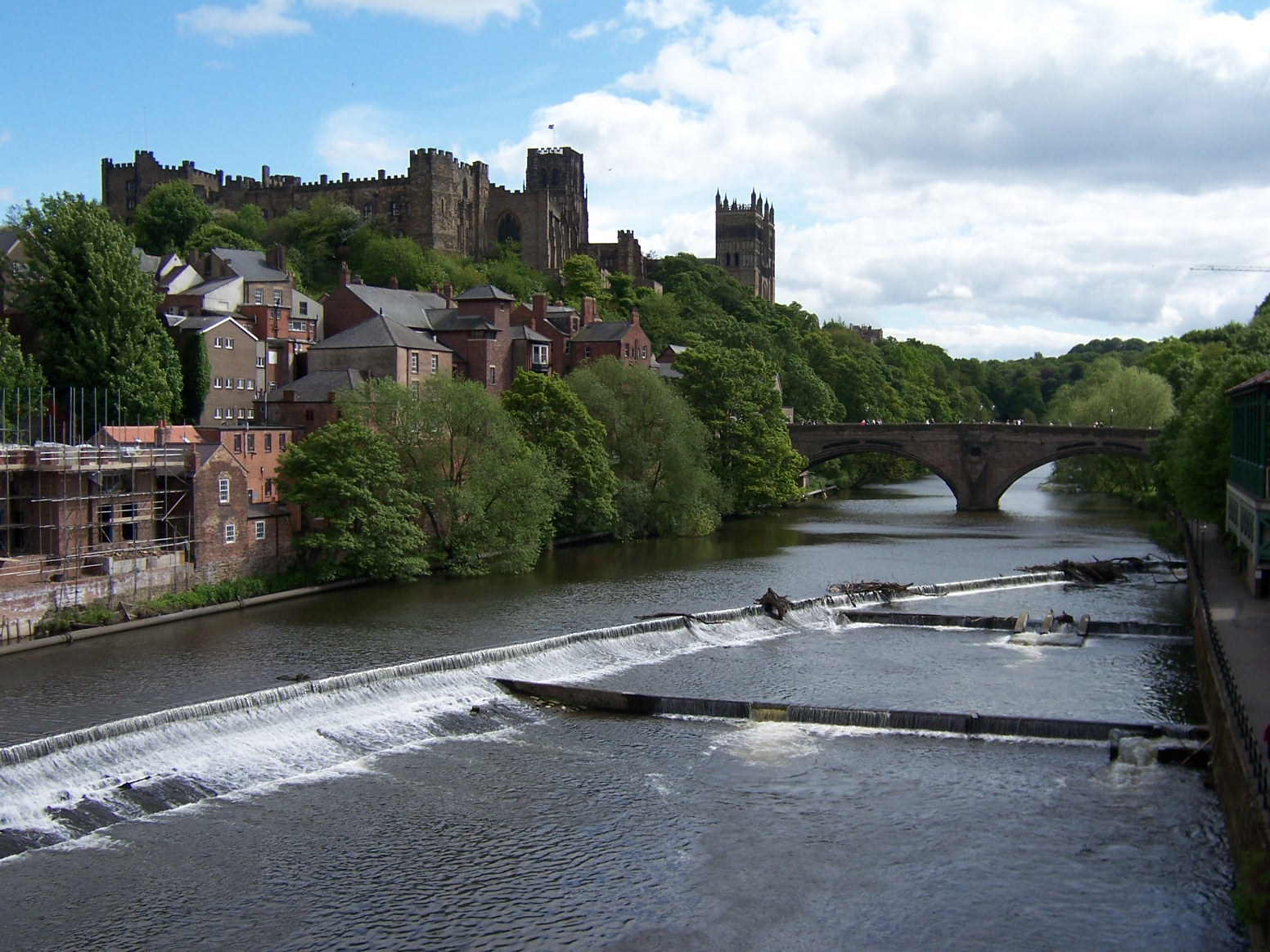
Der Fluss Wear, das Schloss und rechts dahinter die Durham Cathedral

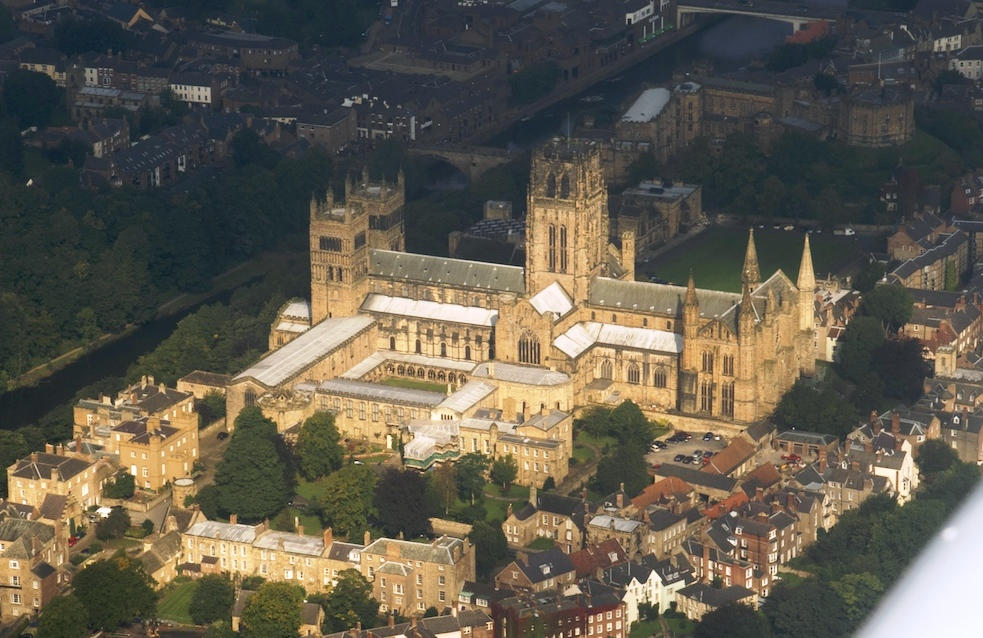
Durham Cathedral und Durham Castle

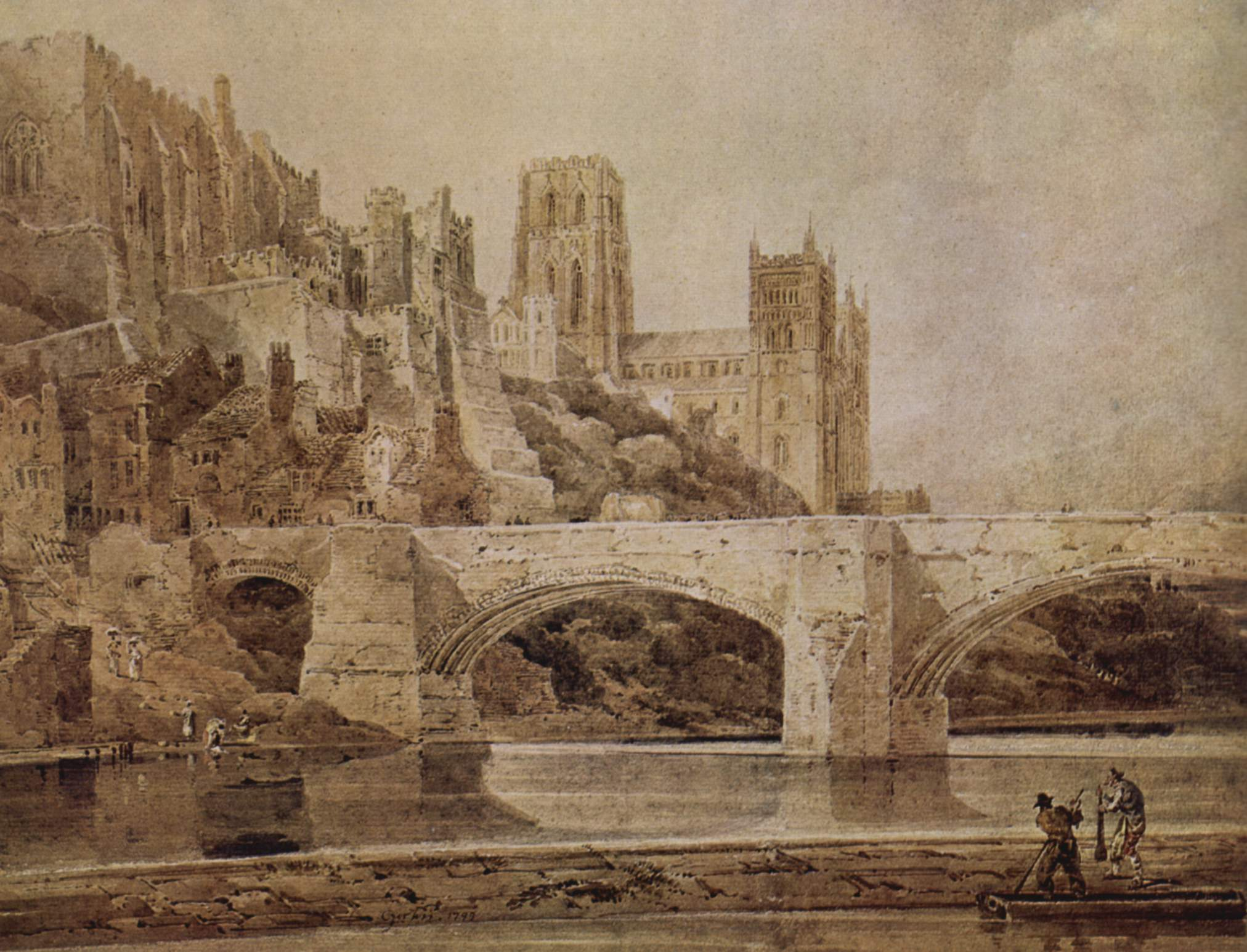
Thomas Girtin: Kathedrale und Brücke, vom Fluss Wear aus

Durham [ˈdʌɹəm] ist eine Stadt in der Grafschaft Durham im Nordosten Englands. Das Stadtzentrum ist umschlossen vom Fluss Wear. Die Stadt hatte im Jahr 2010 knapp 66.000 Einwohner und ist Verwaltungssitz der Unitary Authority County Durham. Sie liegt etwa 30 km südlich von Newcastle upon Tyne in einer Höhe von 51 Metern über dem Meeresspiegel.

## Sehenswürdigkeiten
Durham beherbergt die Universität Durham, eine Kathedrale (Durham Cathedral von 1093), die die Skyline der Stadt dominiert und als eine der schönsten im Land gilt, sowie ein Schloss (Durham Castle) (seit 1837 University College Durham). Sowohl die Kathedrale als auch das Schloss stehen seit 1986 auf der UNESCO-Liste des Weltkulturerbes. In der normannischen Kathedrale und dem dazugehörigen Kreuzgang wurden Aufnahmen für die Harry-Potter-Filme Harry Potter und der Stein der Weisen und Harry Potter und die Kammer des Schreckens gedreht. Ein populäres Ereignis in Durham ist die jährliche Durham Miner’s Gala.

## Geschichte
Archäologische Funde deuten auf Siedlungen bereits um das 20. Jahrhundert v. Chr. hin. Die heutige Stadt hat ihren Ursprung im Jahre 995, als eine Gruppe von Mönchen aus Lindisfarne, zu diesem Zeitpunkt seit über 100 Jahren auf der Flucht vor den Wikingern, die hochgelegene Halbinsel als letzten Ruheort für die sterblichen Überreste des Heiligen Cuthbert von Lindisfarne auswählte und eine Kirche gründete.
Der Name der Stadt wird Überlieferungen zufolge auf eine Vision eines der Mönche zurückgeführt. Demnach erschien ihm Cuthbert und instruierte ihn, den Sarg an einen Ort namens Dun Holm zu bringen. Zwar war dieser Ort den Mönchen unbekannt, aber es wird angenommen, dass sie die Bedeutung des Namens kannten. Dun ist das angelsächsische Wort für Hügel, Holm ist skandinavischen Ursprungs und bedeutet Insel: Hügel-Insel. Die Normannen nannten den Ort Duresme, und lange Zeit wurde die lateinische Version Dunelm verwendet, die sich später zu dem vereinfachten Durham entwickelte.
Das Grab Cuthberts zog zahlreiche Pilger an, und mit der Zeit entwickelte sich eine Stadt um die Kirche. In den Jahren 1006 und 1038 wurde diese Siedlung von Schotten erfolglos angegriffen; die Hügellage erwies sich als gut zu verteidigen. Im Jahre 1069 schickte Wilhelm der Eroberer 700 Mann nach Durham, die kurz darauf von den einheimischen Sachsen angegriffen und massakriert wurden. In dem sich anschließenden Harrying of the North (etwa: Plündern des Nordens) im Rahmen der normannischen Eroberung Englands wurden die heimischen Sachsen systematisch ausgeplündert und unterdrückt. Geschätzte 150.000 Menschen wurden in dieser Zeit getötet (Domesday Book).
Im Jahre 1072 errichteten die Normannen die Burg Durham Castle und gründeten 1083 ein Benediktiner-Priorat. Zehn Jahre später begann unter der Leitung des normannischen Bischofs William of St. Carilef der Bau der Durham Cathedral. Die Kathedrale wurde zum letzten Ruheort für die Überreste der Heiligen Cuthbert und Beda Venerabilis und ist es bis heute geblieben. Der Autor Bill Bryson bezeichnete die Kathedrale als eine der schönsten der Welt und wurde in einer Umfrage der BBC im Jahre 2001 bestätigt, in der 51 % der Teilnehmer sie zum schönsten Bauwerk Großbritanniens wählten.
In den auf den Bau der Burg folgenden drei Jahrhunderten wurde Durham regelmäßig von den Schotten belagert. Im Jahre 1346 kamen sie in der Schlacht von Neville’s Cross bis auf eine Meile an die Stadt heran.
Im Mittelalter war Durham ein bedeutendes Zentrum sowohl der politischen als auch der kirchlichen Macht. Insbesondere wegen seiner Nachbarschaft zu Schottland war es von strategischer Bedeutung. Die Bischöfe Durhams übten als Fürstbischöfe (englisch prince bishops) nicht nur die kirchliche, sondern auch die weltliche Macht in der Region aus, in weitgehender Unabhängigkeit von Westminster. Neben dem Münz- und Steuerprivileg sowie dem Asylrecht verfügten sie über die Gerichtsbarkeit und das Recht, eine eigene Armee zu unterhalten. Im Jahre 1538 zerstörte Heinrich VIII. den Schrein Cuthberts und schränkte einige der Rechte ein. Erst im Jahre 1832 verloren die Bischöfe ihre umfangreiche Macht im Rahmen des Great Reform Act vollständig. Die Ortseingangs- und Hinweisschilder des County Durham tragen heute die Unterschrift Land of the Prince Bishops „Land der Fürstbischöfe“. Im gleichen Jahr wurde die University of Durham als dritte Universität Englands nach den Universitäten in Oxford und Cambridge gegründet.
Der Adel erwarb im Laufe der Zeit umfangreichen Landbesitz, auf dem dann im Umkreis der Stadt mehrere Schlösser entstanden. Mit Beginn der Neuzeit gewannen die Bodenschätze an Bedeutung. Es wurde Kohle gefördert und Stahlindustrie sowie Schiffbau in den nahegelegenen Küstenstädten gewannen an Bedeutung. Die Stadt wuchs durch Zuwanderung; es entstanden Arbeitersiedlungen und Villen der Industriellen. An die Bergarbeiter erinnert heute noch die erstmals 1871 veranstaltete Durham Miner’s Gala. Seit den 1970er Jahren begann jedoch der Niedergang des Bergbaus. Gegen die Entscheidung der Regierung Margaret Thatchers, die Gruben durch Streichung der Subventionen aufzugeben, kam es 1984/85 zu einem großen Bergarbeiterstreik; von dieser Zeit erzählt auch der in Everington (County Durham) spielende Film Billy Elliot – I Will Dance.
Durham profitierte davon, dass sich mit dem Niedergang des Bergbaus Unternehmen aus dem Dienstleistungssektor ansiedelten.

## Söhne und Töchter der Stadt
- Elizabeth Barrett Browning (1806–1861), Dichterin
- Joseph Blenkinsopp (1927–2022), britisch-US-amerikanischer, römisch-katholischer Theologe und Alttestamentler
- George Cadogan, 5. Earl Cadogan (1840–1915), Politiker
- John Cassels (1922–2015), Mathematiker und Hochschullehrer
- Sarah Clark (* 1978), Judoka
- Colin Cooper (* 1967), Fußballspieler und -trainer
- Neville Dickie (* 1937), Pianist
- Jessica Eddie (* 1984), Ruderin
- Lyndon Emsley (* 1964), Chemiker
- Bill Geldard (1929–2023), Jazzmusiker
- Steven Green (* 1983), Leichtathlet
- Jo Harrop (* ≈1980), Jazzsängerin
- James Headlam-Morley (1863–1929), Historiker
- Julia Willmothe Henshaw (1869–1937), kanadische Autorin und Botanikerin
- Ian Hogg (1926–2002), Sachbuchautor
- Trevor Horn (* 1949), Musiker und Produzent
- Thomas Hornsby (1733–1810), Astronom und Mathematiker
- Steve Lenagh (* 1979), Fußballspieler
- J. E. H. MacDonald (1873–1932), englisch-kanadischer Maler
- Paddy McAloon (* 1957), Sänger und Songwriter
- Sarah Malcolm (1710–1733), Raubmörderin
- Benjamin Myers (* 1976), Schriftsteller und Journalist
- John Neal (1932–2014), Fußballspieler und -trainer
- Phill Nixon (1956–2013), Dartspieler
- Jane Porter (1775–1850), Autorin
- Emily Sarsfield (* 1983), Freestyle-Skierin
- Granville Sharp (1735–1813), Abolitionist
- Robert Swan (* 1956), Polarforscher
- die Whisky Priests, Folkrock-Band
- James Wood (* 1965), Literaturkritiker und Professor für Literaturkritik an der Harvard University
- George French Angas (1822–1886), Zeichner und Illustrator

## Partnerstädte
- Durham, North Carolina, USA
- Tübingen, Deutschland
- Kreis Wesel, Deutschland
- Kostroma, Russland
- Département Somme, Frankreich
- Banska Bystrica, Slowakei
- Nakskov, Dänemark
- Alcalá de Guadaíra, Spanien
- Jasz-Nagykun-Szolnok, Ungarn

## Trivia
Der in Kanada heute noch populäre „Durham Report“ von 1839, der zur Reorganisation Kanadas unter der neuen Verfassung im Jahre 1867 führte, ist benannt nach seinem Verfasser John Lambton, 1. Earl of Durham.
Roger Whittakers erfolgreicher Popsong Durham Town hat trotz seines Namens mit der Stadt nichts zu tun. Die Handlung sollte ursprünglich in Newcastle spielen und wurde lediglich aus klanglichen Gründen nach Durham verlegt. Insbesondere liegt Durham nicht an dem im Lied erwähnten Fluss Tyne.